# Veronica Mars (film)
Veronica Mars är en amerikansk film från 2014 i regi av Rob Thomas med Kristen Bell i huvudrollen. Filmen är en fortsättningen på TV-serien med samma namn som sändes åren 2004–2007.
I mars 2013 initierade seriens skapare Rob Thomas och skådespelaren Kristen Bell en kampanj via tjänsten Kickstarter för att få till en grundfinansiering på två miljoner dollar till en långfilm baserad på tv-serien. Målet uppfylldes inom loppet av ett halvt dygn.

## Handling
Filmen utspelar sig nio år efter TV-seriens slut och Veronica Mars har flyttat till New York. Hon vill ha så lite som möjligt att göra med sin hemstad Neptune men tvingas återvända när hennes före detta pojkvän Logan Echolls återigen anklagas för mord.

## Rollista i urval
- Kristen Bell – Veronica Mars
- Jason Dohring – Logan Echolls
- Krysten Ritter – Gia Goodman
- Ryan Hansen – Dick Casablancas
- Francis Capra – Eli "Weevil" Navarro
- Percy Daggs III – Wallace Fennel
- Chris Lowell – Stosh "Piz" Piznarski
- Tina Majorino – Cindy "Mac" Mackenzie
- Enrico Colantoni – Keith Mars
- Ken Marino – Vinnie Van Lowe
- Max Greenfield – Leo D'Amato
- Andrea Estella – Bonnie DeVille/Carrie Bishop (ersätter Leighton Meester i rollen)
- Sam Huntington – Luke Haldeman
- Christine Lakin – Susan Knight
- Amanda Noret – Madison Sinclair
- Daran Norris – Cliff McCormack
- Duane Daniels – Principal Van Clemmons
- Brandon Hillock – Deputy Sacks
- Jonathan Chesner – Corny
- Kevin Sheridan – Sean Friedrich
- Martin Starr – Lou "Cobb" Cobbler
- Gaby Hoffmann – Ruby Jetson
- Jerry O'Connell – Sheriff Dan Lamb
- Jamie Lee Curtis – Gayle Buckley

Cameos
- Justin Long – kille på klubben
- James Franco – sig själv
- Ira Glass – sig själv
- Dax Shepard – kille på klubben